# Еврейские парашютисты в подмандатной Палестине

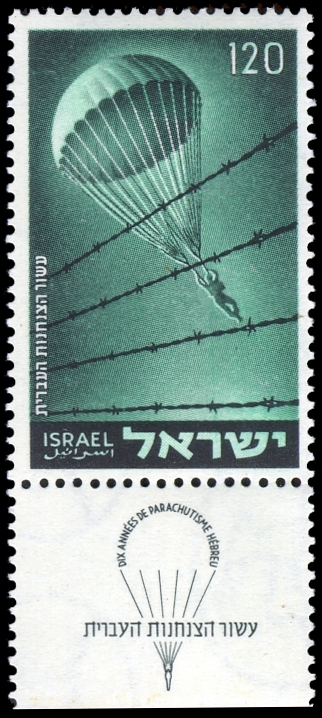
Почтовая марка 1955 года в память о еврейских парашютистах

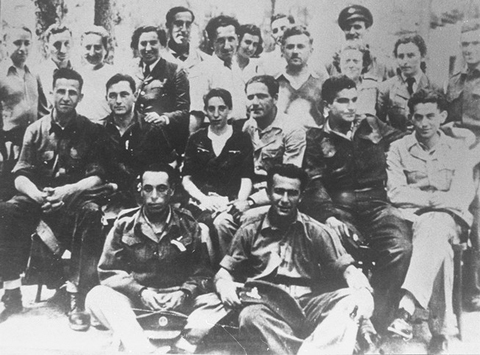
Группа еврейских парашютистов из Палестины, которые были направлены британским командованием в Словакию. В центре — Хавива Райк

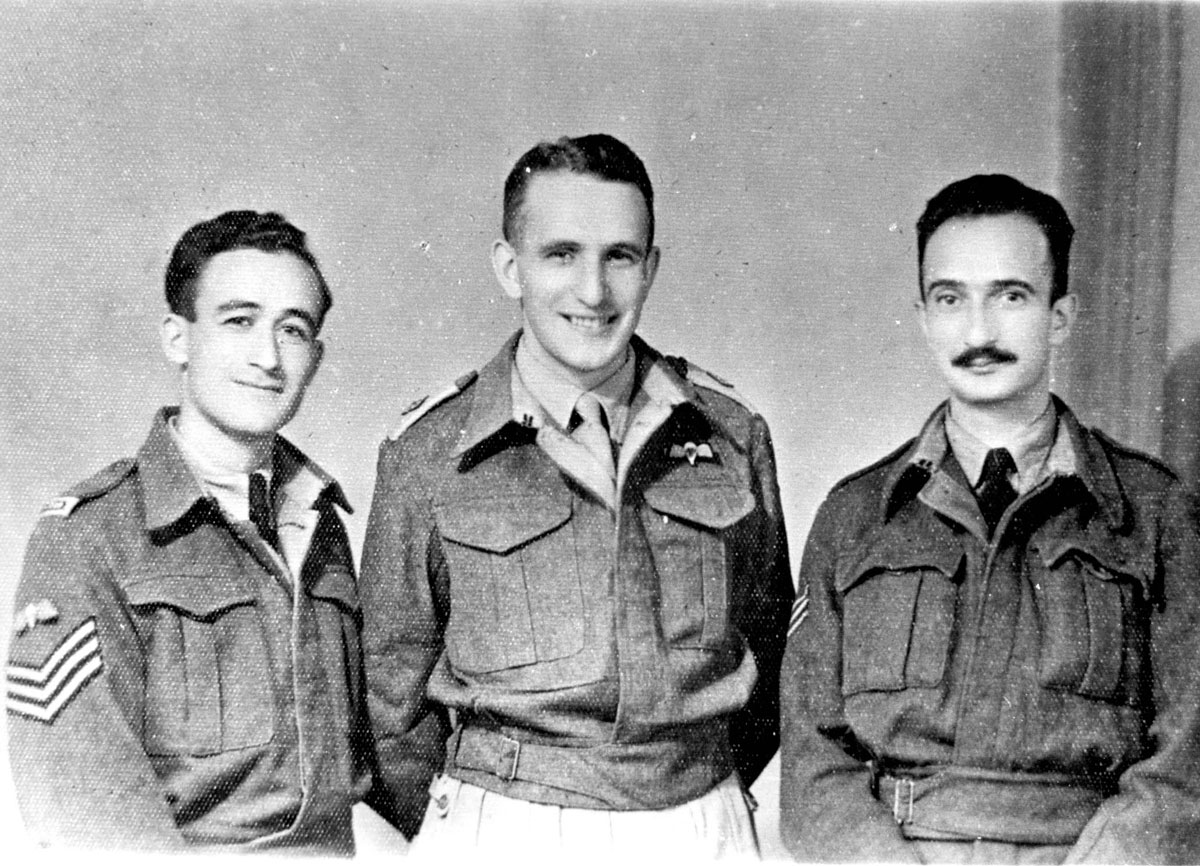
Цадок Дорон, Абба Бердичев и Хаим Яари

Еврейские парашютисты в подмандатной Палестине (англ. Jewish Parachutists of Mandate Palestine, ивр. צנחני היישוב‎) — группа из 37 евреев-добровольцев из Палестины, в 1943—1944 годах вступивших в армию Великобритании и направленных для выполнения заданий в оккупированной нацистами Европе.

## История
В 1942 году Еврейское агентство обратилось к британским властям с предложением организовать подготовку добровольцев, которые будут отправлены в оккупированную нацистами Европу и выступят как посланцы еврейского ишува Палестины в части организации спасения европейских евреев и организации антинацистского сопротивления. Британская военная разведка готова была оказать помощь в подготовке и организации в случае если агенты займутся поиском и спасением британских военнопленных. В итоге было согласовано, что добровольцы будут выполнять двойную миссию, представляя как британскую разведку, так и еврейский ишув.
Кандидаты были отобраны среди бойцов Пальмаха, активистов сионистского молодёжного движения и палестинских евреев, которые уже служили в британской армии. Программа подготовки началась в марте 1943 года в Каире. Из первоначально отобранных 240 добровольцев 110 прошли обучение. Для выполнения заданий было отобрано 37 человек, включая трёх женщин.
32 человека были сброшены на территорию Европы на парашютах и 5 проникли морем или по суше. Девять из еврейских парашютистов были отправлены в Румынию, трое в Венгрии, пятеро в Словакию, десять в Югославию, три в Италию и двое в Болгарию. Первая группа была направлена в Югославию в марте 1943 года, а последний член команды был сброшен на юге Австрии в последний день войны.
12 парашютистов были захвачены нацистами, 7 из них погибли.
Из еврейских парашютистов особую известность получили две женщины: Хана Сенеш и Хавива Рейк, обе были захвачены и убиты нацистами.

## Погибшие
| Имя                   | Погиб                                                       |
| --------------------- | ----------------------------------------------------------- |
| Цви Бен-Яаков         | Убит в декабре 1944 или январе 1945 в концлагере Маутхаузен |
| Абба Бердичев         | Убит 26 января 1945 в концлагере Маутхаузен                 |
| Перец Гольдштейн      | Умер 1 марта 1945 в концлагере Ораниенбург                  |
| Ханна Сенеш           | Расстреляна 7 ноября 1944 в Будапеште                       |
| Энцо Серени           | Расстрелян 18 ноября 1944 в концлагере Дахау                |
| Хавива Райк           | Расстреляна 20 ноября 1944 в Словакии                       |
| Рафаэль (Стефан) Рейс | Расстрелян 20 ноября 1944 в Словакии                        |

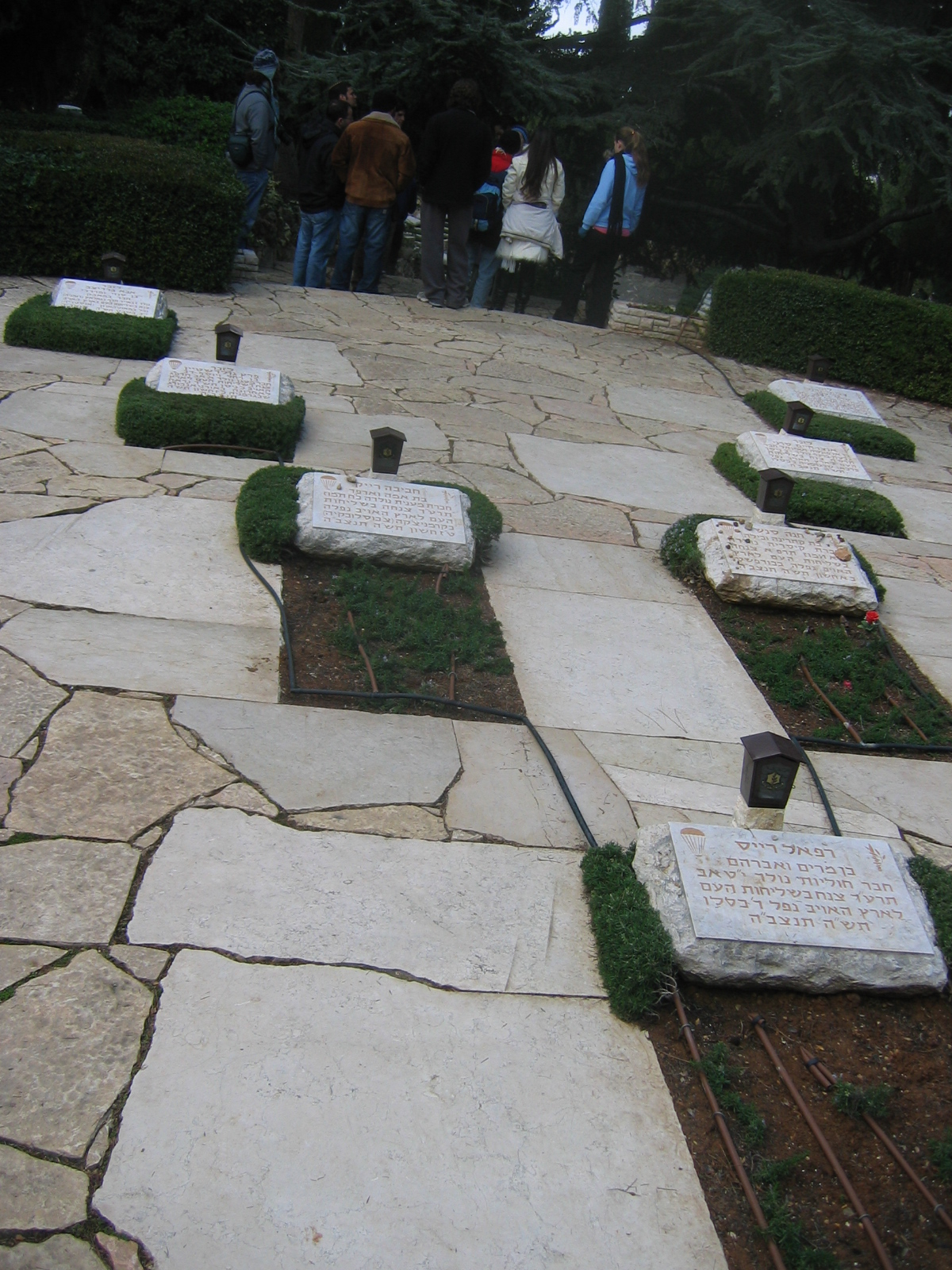
7 могильных плит на военном кладбище на Горе Герцля

После войны прах троих из семи погибших парашютистов (Ханна Сенеш, Рафаэль Рейс и Хавива Райк) был перезахоронен на мемориальном кладбище в Иерусалиме на Горе Герцля. Созданы четыре надгробия по остальным погибшим, однако их тела до сих пор не найдены.